# Charilaos Wasilakos
Charilaos Wasilakos (gr. Χαρίλαος Βασιλάκος; ur. listopad 1875 w Pireusie, zm. 1 grudnia 1969 tamże) – grecki lekkoatleta, uczestnik  igrzysk olimpijskich w 1896 oraz Igrzysk Między Olimpijskich w 1906 roku.

## Przed Igrzyskami
Wasilakos wystartował w biegu maratońskim podczas pierwszych nowożytnych Igrzysk panhelleńskich 10 marca 1896. W wyścigu tym głównie startowali młodzi rekruci z armii, którzy zostali wytypowani przez swoich przełożonych a miały na celu wyłonienie grupy która miała startować latem tego roku w I nowożytnych Igrzyskach Olimpijskich. Wasilakos wygrał ten bieg z czasem 3 godziny i 18 minut.

## Igrzyska w Atenach w 1896
Wasilakos wystartował jako jeden z siedemnastu zawodników w maratonie. Z wynikiem 3:06:03 zajął drugie miejsce, ustępując swojemu rodakowi Spiridonowi Luisowi o około 7 minut. Wyścig ukończyło 9 biegaczy.

## Olimpiada w Atenach w 1906
W roku 1906 Wasilakos wystartował w konkurencji chodu na 1500 metrów. Początkowo zajął w niej 7. miejsce na 9 startujących, jednak dwóch pierwszych zawodników zostało zdyskwalifikowanych za podbieganie. Ostatecznie zajął 5. miejsce.